# Blåhaj
Blåhaj (podle jména pro žraloka modrého ve švédštině) je plyšový žralok v nabídce švédského obchodního řetězce IKEA vyrobený z recyklovaného polyesteru. Uveden byl v roce 2014 a v roce 2018 jej začali uživatelé sociálních sítí aranžovat a fotit v běžných lidských situacích, například jak čte noviny, vaří v kuchyni nebo sedí u stolu s dalšími žraloky a stal se internetovým memem. IKEA si je této popularity vědoma a používá jej v některých regionech v propagačních materiálech. Například na Tchaj-wanu nabízí sladké bochánky plněné sezamovou pastou ve tvaru žraloka. Oblibu si získal také v transgender komunitě, zřejmě kvůli jeho barvám podobným těm na jejich vlajce.

## Podrobnosti
Blåhaj je 100 cm dlouhá plyšová hračka připomínající modrého žraloka, vycpaná recyklovaným polyesterem. Lze ji prát v pračce na 40 °C.
K dispozici je také malá, 55 cm dlouhá varianta.

## Produkce a distribuce
V září roku 2021 účty na Twitteru zastupující IKEA v Irsku a v Singapuru v reakci na dotazy zákazníků ohledně hračky tvrdily, že Blåhaj bude v dubnu 2022 stažen z prodeje. Později zdroje potvrdily, že hračka není skladem nebo byla vyřazena z obchodů IKEA v Číně, na Tchaj-wanu a v Singapuru.Účet IKEA v USA na Twitteru však později uvedl, že hračka bude nadále k dispozici v prodeji ve Spojených státech. Později tým IKEA pro vztahy s médii upřesnil, že plyšák nebude stažen z prodeje, ale že výpisy v internetovém obchodě a interních obchodech v několika zemích pouze odrážejí problém s dodavatelským řetězcem. Na začátku roku 2022 bylo zjištěno, že noví plyšáci Blåhaj byli vyrobeni v Indonésii, což naznačuje, že v tomto období změnili dodavatele.

## Kultura
V roce 2018 se Blåhaj proslavil jako internetový mem, uživatelé sociálních médií zveřejňovali jeho vtipné fotografie ve svých domovech.Přibližně v té době začal být Blåhaj spojován s LGBT a zejména transgender osobami, částečně kvůli tomu, že je zbarven podobně jako vlajka transgender hrdosti. Společnost IKEA byla vnímána jako uznání tohoto fenoménu (přestože se k němu otevřeně nehlásila), když na podporu švýcarského referenda o manželství osob stejného pohlaví v roce 2021 uvedla sérii reklam s touto hračkou. Díky této asociaci se Blåhaj stal běžně považován za symbol online transgender komunity.
Hračka nadále inspirovala memy a příspěvky na sociálních sítích Instagram, Twitter, Reddit a TikTok a je oblíbeným produktem v mnoha teritoriích. Blåhaj se také krátce objevil v televizním seriálu Hawkeye z produkce Marvel Studios.
V reakci na oznámení, že prodej Blåhaj bude v některých regionech ukončen, se na sociálních sítích několik dní objevoval výraz „Blåhaj“ jako trendové téma, protože fanoušci hračky tvrdili, že hračka „vymírá“. Podobně byla hračka vystavena také v některých obchodních domech IKEA v Hongkongu, aby demonstrovala funkčnost vakuových sáčků ve výloze obchodu, což vyvolalo podobnou reakci na sociálních sítích.